# براء الشامي
براء الشامي واسمه الحقيقي براء خالد بربور، هو شاعرٌ وروائيٌ سوري من مدينة أريحا. صدر له عددٌ من الدواوين الشعريّة. أسس مجموعة نخبة شعراء العرب في مارس/آذار 2015 م، والتي عمل من خلالها على عدة مشاريع، كان أهمها مشروع ديوان الشعراء الألف التاريخي، حيث جمع فيه ألف شاعرٍ من الدول العربية في كتابٍ واحد.

## مؤلفاته
صدرت لهُ عدة دواوين شعريّة، ومنها:
- ديوان «بلا وطن»، صدر عن دار النخبة عام 2017 م. (ردمك 9789776580886)
- «الديوان العمري»، صدر عن دار النخبة عام 2017 م. (ردمك 9789776580442)
- ديوان «شعراء السعودية»، صدر عن دار النخبة عام 2017 م. (ردمك 9789778380408)
- ديوان «شعراء اليمن»، صدر عن دار النخبة عام 2017 م. (ردمك 9789778380422)
- ديوان «شعراء الرسول»، صدر عن دار النخبة عام 2017 م. (ردمك 9789778380415)
- ديوان «مصر في عيون الشعراء»، صدر عن دار النخبة عام 2018 م. (ردمك 9789778383090)
- ديوان «تغريدات شعرية»، صدر عن دار النخبة عام 2018 م.[5] (ردمك 9789778381719)
- ديوان «رباعيات ساهرة»، صدر عن دار النخبة عام 2018 م. (ردمك 9789778380927)
- ديوان «شعراء مصر»، صدر عن دار النخبة عام 2018 م. (ردمك 9789778380989)
- ديوان «شعراء سورية»، صدر عن دار النخبة عام 2019 م. (ردمك 9789778384161)
- ديوان «رواد البيان»، صدر عن دار النخبة عام 2019 م. (ردمك 9789778384123)
- ديوان «فلسطين في عيون الشعراء»، صدر عن دار المرايا عام 2021 م.
- ديوان «العراق في عيون الشعراء»، صدر عن دار أبجد عام 2022 م. (ردمك 9789922676630)

إضافةً إلى رواية واحدة، وهي:
- رواية «القبض على سلمى»، صدرت عن دار النخبة عام 2020م. (ردمك 9789778384819)

## وصلات خارجية
- "براء الشامي... مؤسس نخبة الشعراء العرب". دا رالنخبة. 21 أغسطس 2021. مؤرشف من الأصل في 2024-03-03. اطلع عليه بتاريخ 2022-09-03.